# Roscoff (Frankrijk)
Roscoff is een gemeente in het Franse departement Finistère, in de regio Bretagne. De plaats maakt deel uit van het arrondissement Morlaix. De gemeente telde 3.318 inwoners op 1 januari 2022.
Roscoff is een havenstadje en een kuuroord. Het is onder andere befaamd omwille van de "oignon de Roscoff", een lokaal uienras dat sinds 2013 geniet van de bescherming "appellation d'origine protégée".
In de gemeente liggen het Marien biologisch station van Roscoff en het spoorwegstation Roscoff.

## Geschiedenis
Roscoff is ontstaan als de haven van Saint-Pol, de oude bisschopsstad die zes kilometer landinwaarts ligt. Pas na de Franse Revolutie werd Roscoff een zelfstandige gemeente, los van Saint-Pol.
In de zestiende en zeventiende eeuw beleefde de haven haar bloeiperiode. De reders van Roscoff vervoerden zout uit het zuiden van Bretagne, wijnen uit Spanje en de Bordeauxstreek, hout uit Noord-Europa en ook koloniale waren. Plaatselijke producten die werden uitgevoerd, waren linnen doeken en uien. De oignon de Roscoff wordt al sinds de 17e eeuw gekweekt in Roscoff en de streek van Léon. De uien dienden als proviand op de schepen om scheurbuik te voorkomen. Tot de Tweede Wereldoorlog reisden de inwoners van Roscoff ook naar het Verenigd Koninkrijk als seizoenarbeiders om daar hun uien te verkopen. De reders toonden hun rijkdom door hun huizen, waarvan de kelders dienst deden als opslagplaats, en door de bouw van een rijk versierde kerk. Met de bouw van de Notre-Dame de Croas-Batzkerk werd begonnen rond 1520 op een terrein dat pas na veel tegenkanting door de bisschop van Saint-Pol werd afgestaan. Roscoff was een versterkte plaats. De haven werd beschermd door het Fort de la Croix in het westen en het Fort Bloscon in het oosten. Ook op het Île de Batz was er een fort. In tijden van oorlog schakelden de reders van Roscoff over op de kaapvaart. In de achttiende eeuw was er vanuit Roscoff een levenige smokkel van alcohol naar de Britse eilanden. 
In 1872 werd het Marien biologisch station van Roscoff geopend.

## Geografie
De oppervlakte van Roscoff bedroeg op 1 januari 2022 6,19 vierkante kilometer; de bevolkingsdichtheid was toen 536 inwoners per km². Roscoff ligt op een schiereiland dat de westelijke grens vormt van de Baai van Morlaix. Drie kilometer ten noorden van Roscoff ligt het Île de Batz, dat een zelfstandige gemeente vormt.

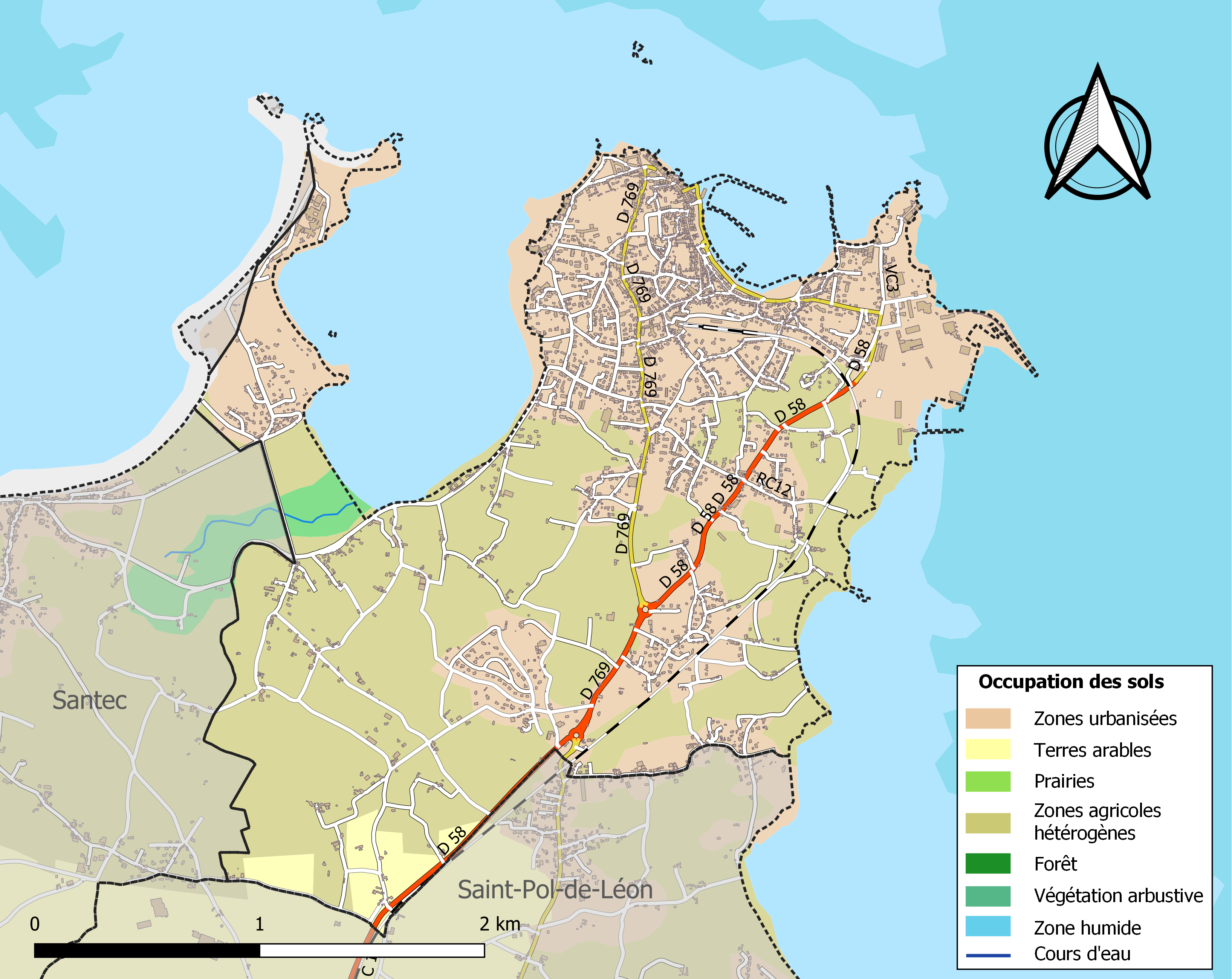
Kaart van de gemeente met belangrijkste infrastructuur, bodemgebruik en omliggende gemeenten

## Demografie
Onderstaande figuur toont het verloop van het inwonertal (bron: INSEE-tellingen).

## Bezienswaardigheden
In Roscoff bevindt zich de exotische tuin Jardin Exotique et Botanique de Roscoff met subtropische planten.

## Afbeeldingen

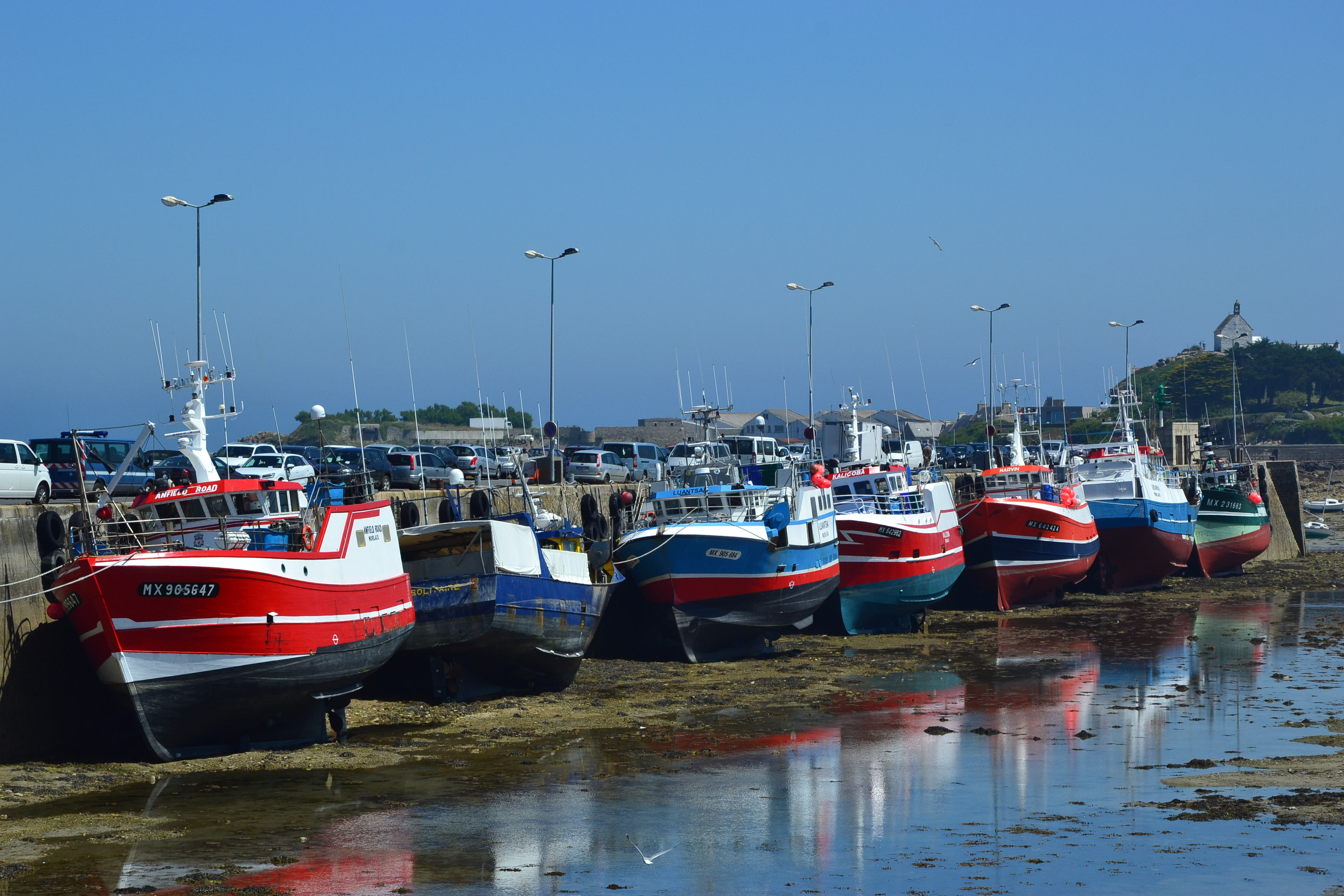
Vissershaven
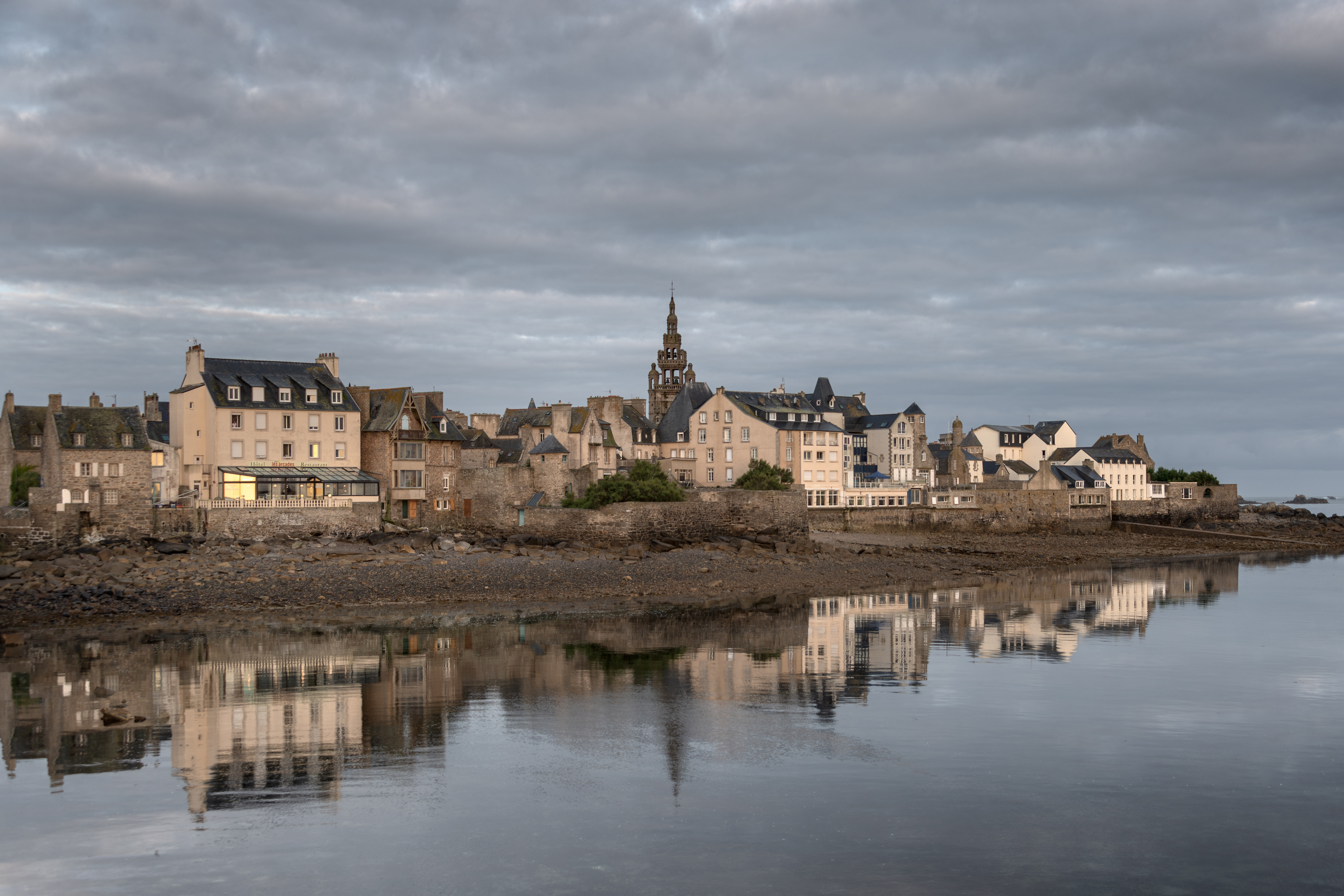
Gezicht op Roscoff
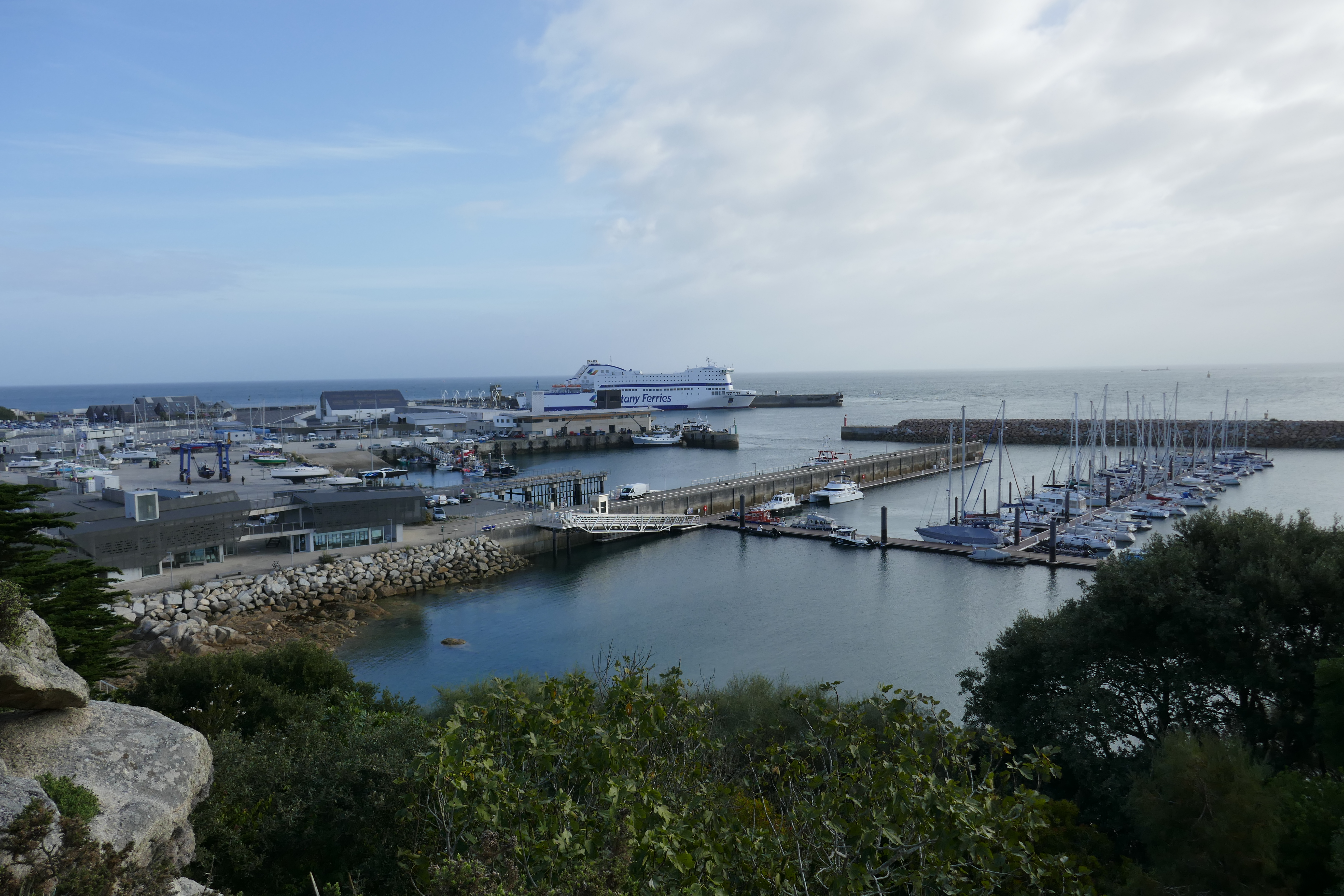
Gezicht op de jacht- en veerhaven
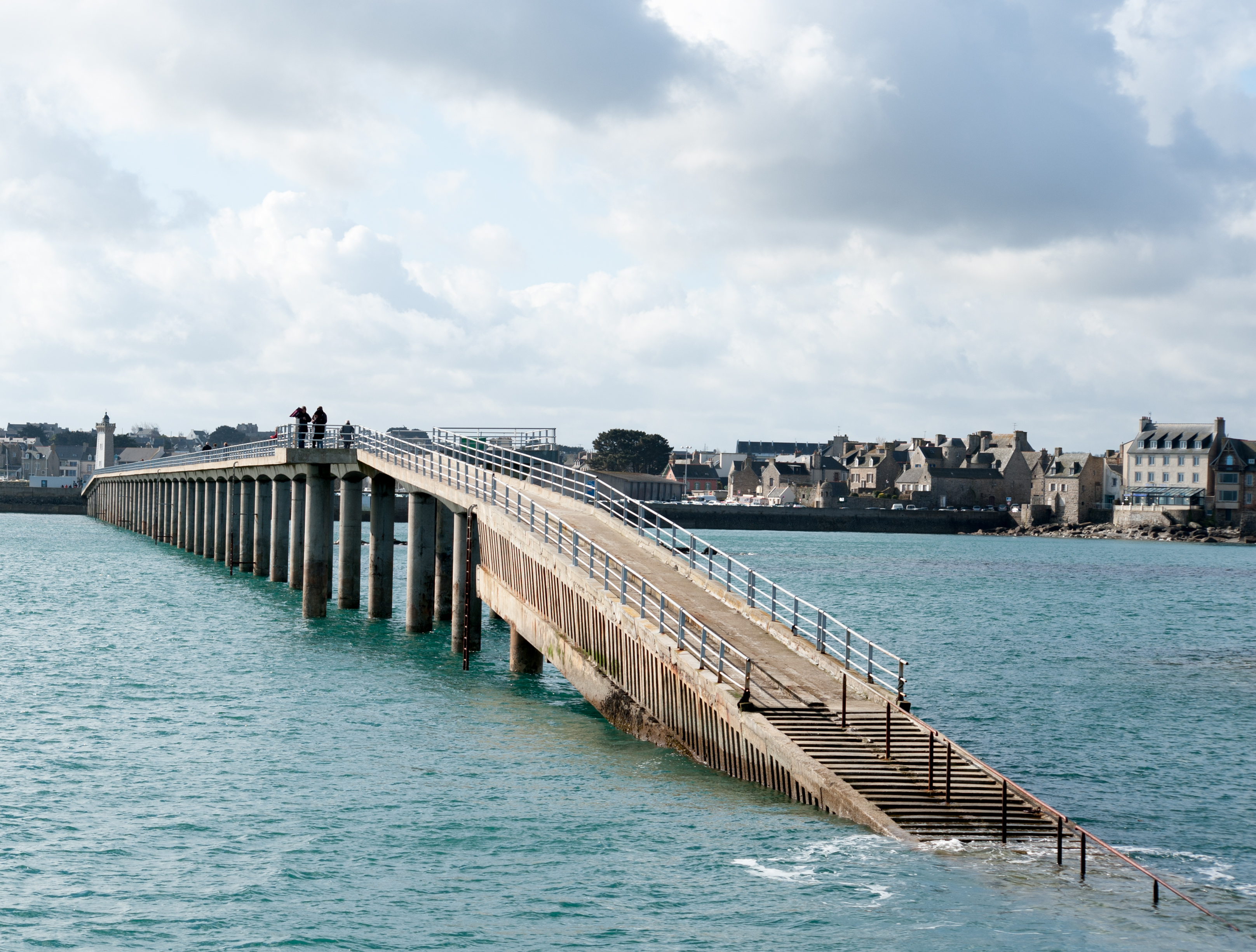
Brug naar veer naar Île de Batz
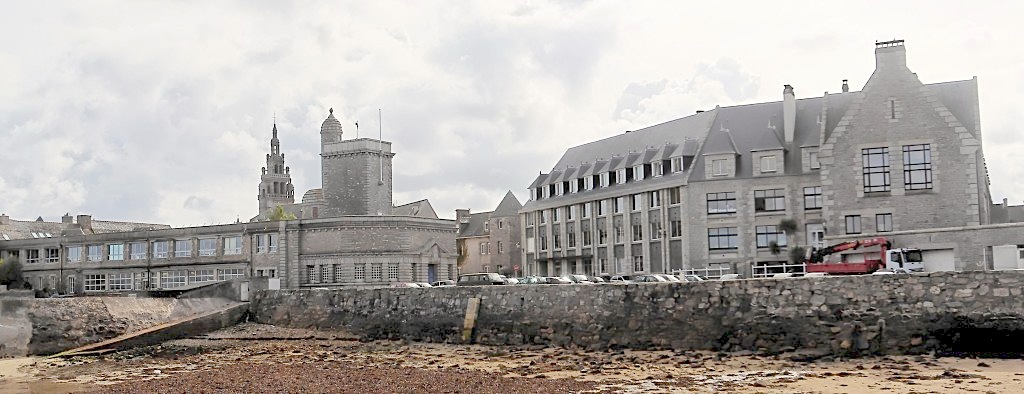
Marien biologisch station van Roscoff